# Let Me Clear My Throat
Let Me Clear My Throat is een nummer van de Amerikaanse hiphopartiest DJ Kool uit 1997. Het is de tweede single van zijn gelijknamige derde studioalbum.
Het populairste versie van het nummer werd live opgenomen in de Bahama Bay club in Philadelphia, waarin DJ Kool interactie heeft met het publiek, dat meejoelt en -juicht. De fanfare, die zowel in de intro als in het pre-refrein van het nummer gebruikt wordt, is gesampled uit "Hollywood Swinging" van Kool & The Gang. In de coupletten en het refrein is "The 900 Number" van The 45 King, waarvan de saxofoon en de drums weer gesampled zijn uit "Unwind Yourself" van Marva Whitney, gesampled. In de vooral humoristisch bedoelde tekst van het nummer heeft DJ Kool het over een alsmaar grimmiger wordende houseparty, en over de geschiedenis van de hiphop. Hij maakt verwijzingen naar onder andere Run-D.M.C. en James Brown. De titel van het nummer, "Let Me Clear My Throat", is afgeleid uit "The New Style" van de Beastie Boys, waarin deze tekst ook voorkomt.
"Let Me Clear My Throat" haalde in de Billboard Hot 100 een bescheiden 30e positie. In de Nederlandse Top 40 was het nummer met een 7e positie zeer succesvol.